# Zbrodnie w Halinówce
Zbrodnie w Halinówce – zbrodnie dokonane przez nacjonalistów ukraińskich na polskich mieszkańcach kolonii Halinówka, położonej w powiecie łuckim województwa wołyńskiego podczas  rzezi wołyńskiej. W różnych okolicznościach w 1943 roku w tej miejscowości zabito 46 Polaków.
Halinówka była osadą, w której dominowała ludność polska; mieszkało w niej około 200 Polaków, 10 Czechów i 5 Ukraińców. 
Na początku 1943 roku Ukraińcy zabili w pobliżu Halinówki 4 Polaków, którzy wracali z odwiedzin swych bliskich w tej miejscowości.
28 marca 1943 roku około północy do Halinówki przybył oddział UPA pochodzący z Zofiówki. Oddział ten przybył od strony Chołoniewicz, gdzie tego dnia zabił kilka osób i planował napaść na ludność polską zgromadzoną w kościele, lecz do napadu nie doszło, gdyż Polaków ostrzegł Ukrainiec o imieniu Hryć (zob. Zbrodnie w Chołoniewiczach). Ten sam Ukrainiec ostrzegł także Polaków w Halinówce, jednak część z nich nie wierząc jego słowom nie schroniła się w lesie i pozostała w domach.
Oddział UPA zaatakował Halinówkę na całej linii mordując napotkane osoby. Walkę z napastnikami podjęła 12-osobowa samoobrona pod dowództwem Stefana Rokity „Czarnego”. W wyniku tego napadu zginęło w Halinówce 40 osób, w tym 15 mężczyzn, 10 kobiet i 15 dzieci i młodzieży. 14 osób spośród zamordowanych pochodziło spoza Halinówki; ludzie ci przenieśli się do tej miejscowości sądząc, że jest w niej bezpieczniej. Wśród zamordowanych w Halinówce byli także dwaj mężczyźni uprowadzeni z Chołoniewicz - lekarz Schoen (Seheń) i nauczyciel Oleśniewicz. Upowcy spalili 6 gospodarstw.
Następnego dnia po napadzie do Halinówki przybył zaalarmowany oddział samoobrony z Huty Stepańskiej i ewakuował Polaków do tamtejszego ośrodka samoobrony. W kolonii pozostało małżeństwo w starszym wieku, które nie chciało wyjechać. Zostało ono zamordowane na początku kwietnia 1943 roku.
3 lipca 1943 roku upowcy spalili opustoszałą Halinówkę.